# Androniáni
Androniáni, en grec moderne : Ανδρωνιάνοι, est un village du dème de Kými-Alivéri, sur l'île d'Eubée, en Grèce. Il est situé à une altitude de 260 m.
Selon le recensement de 2011, la population d'Androniáni compte 390 habitants.